# دادگاه استیناف حوزه یکم ایالات متحده آمریکا
دادگاه استیناف حوزه یکم ایالات متحده آمریکا (United States Court of Appeals for the First Circuit) نام یک دادگاه فدرال است که بالاتر از دادگاه‌های ناحیه در ایالات متحده آمریکا بوده و ایالات زیر را پوشش می‌دهد:
- ایالت مین
- رود آیلند
- ماساچوست
- نیوهمپشر
- پورتو ریکو

## اعضا
در سال ۲۰۱۰ ترکیب این دادگاه به قرار زیر بود:
| #  | قاضی                 | Duty station   | زاده | برکزیده شده | Chief     | برگزیده شده توسط    |
| -- | -------------------- | -------------- | ---- | ----------- | --------- | ------------------- |
| ۲۷ | Sandra Lynch         | Boston, MA     | ۱۹۴۶ | ۱۹۹۵        | ۲۰۰۸–     | کلینتون             |
| ۲۱ | Juan R. Torruella    | San Juan, PR   | ۱۹۳۳ | ۱۹۸۴        | ۱۹۹۴–۲۰۰۱ | ریگان               |
| ۲۵ | Michael Boudin       | Boston, MA     | ۱۹۳۹ | ۱۹۹۲        | ۲۰۰۱–۲۰۰۸ | جی. اچ. دابلیو. بوش |
| ۲۸ | Kermit Lipez         | Portland, ME   | ۱۹۴۱ | ۱۹۹۸        | ——        | کلینتون             |
| ۲۹ | Jeffrey R. Howard    | Concord, NH    | ۱۹۵۵ | ۲۰۰۲        | ——        | جی. دابلیو. بوش     |
| ۳۰ | O. Rogeriee Thompson | Providence, RI | ۱۹۵۱ | ۲۰۱۰        | ——        | اوباما              |